# Všeobecný útočný odznak
Všeobecný útočný odznak (německy: Allgemeines Sturmabzeichen) byl německý válečný odznak udílený nepěchotním nebo tankovým osobám Waffen-SS nebo Wehrmachtu za druhé světové války.
Odznak byl zaveden 1. června 1940 a byl vytvořen pro ženijní jednotky a později rozšířen i pro jiné podpůrné jednotky, které nebyly oprávněny získat útočný odznak pěchoty nebo tankový útočný odznak.

## Kritéria pro udělení
- Účast na třech pěších nebo obrněný útocích.

- Účast na třech pěších nebo obrněný nepřímých útocích.

- Být raněn při plnění výše uvedených požadavků.

- Získat ocenění při plnění výše uvedených požadavků.

- Nebýt vyznamenán útočným odznakem pěchoty (toto vyznamenání je pouze pro nepěchotní vojáky).

## Vzhled
Odznak byl oválného tvaru, při čemž po celém obvodu byly dubové listy a uvnitř kruhu byla německá orlice svírající svastiku a pod ní byl zkřížený bajonet a ruční granát Model 24 Stielhandgranate. Odznak se vyráběl a udílel pouze ve stříbrné verzi.